# Thurgauer Volksfreund
Der Thurgauer Volksfreund war eine Lokalzeitung, die vom 16. Juni 1885 bis Ende 2000 in Kreuzlingen erschien. Anfang 2001 fusionierten der Thurgauer Volksfreund und weitere Titel des Verlegers Paul Ruckstuhl mit der Thurgauer Zeitung (Frauenfeld) zur Thurgauer Medien AG.
Der Thurgauer Volksfreund war eine klassische Regionalzeitung. Er bestand aus zwei Zeitungsbünden, einem vorderen mit lokalen und regionalen Nachrichten sowie einem hinteren mit nationalen und internationalen Nachrichten sowie einer oder zwei Sportseiten.

## Gründung
Die Zeitung geht auf den Anzeiger vom Untersee zurück, ein vom Buchdrucker Jakob Hauser in Steckborn gegründetes und erstmals am 17. Juni 1882 veröffentlichtes Publikationsmittel für die Bezirke Steckborn und Kreuzlingen, wie der Untertitel lautete. Es erschien fortan dreimal pro Woche, jeweils dienstags, donnerstags und samstags. Die Munizipalgemeinde Steckborn nutzte die Zeitung von Anfang an dafür, behördliche Beschlüsse und Verkündigungen bekanntzumachen.

## Verlegung nach Kreuzlingen
Im Juni 1885 verlegte Hauser sein Geschäft nach Kreuzlingen. Ausschlaggebend waren die schlechten Verkehrsverbindungen: „Zuvörderst ist es die gerade im Winter nicht unerquickliche Postverbindung nach aufwärts, welche uns zwingt, das in diesem Punkt wesentlich günstiger gelegene Kreuzlingen aufzusuchen“, schrieb er „in eigener Sache“ am 14. Juni 1885.
Vom 16. Juni 1885 an erschien die Zeitung unter dem Titel Thurgauer Volksfreund.

## Besitzwechsel
Die Zeitung erlebte in ihrer Geschichte mehrere Besitzerwechsel. Am 15. November 1887 teilte Hauser mit, dass er den Verlag an Johann Heinrich Welti verkaufte. Der Verkauf hatte wahrscheinlich mit Streitigkeiten innerhalb des Thurgauer Freisinns zu tun. Auf den 1. Juli 1910 übernahm das sogenannte Konsortium Druckerei und Verlag. Am 15. Juli 1911 wurde eine Genossenschaft gegründet, die kaum zwei Jahre danach, am 1. April 1913, in die Aktiengesellschaft Bodan AG umgewandelt wurde. Gleichzeitig wurde der Geschäftsbereich um eine Buchbinderei und eine Schreibmaterialienhandlung erweitert.
1965 erwarb Paul Ruckstuhl die Bodan AG und übernahm die Geschäftsleitung. Sukzessiv erweiterte er ab 1968 die Firmengruppe mit der Übernahme des Thurgau Tagblatts in Weinfelden, der Thurgauer Volkszeitung, der Bischofszeller Nachrichten und dem Neuen Wiler Tagblatt (1998 eingestellt). Zuletzt hatten die fünf Blätter zusammen eine Auflage von 18’000 Exemplaren.
Nach der Übernahme seiner Gruppe durch die Thurgauer Zeitung bzw. deren Herausgeberin Huber & Co. AG wurde Ruckstuhl Vizepräsident der Thurgauer Medien AG. 2004 verkaufte er seine Anteile an die Huber & Co. AG. Ein halbes Jahr später veräusserten die Huber-Aktionäre die Thurgauer Zeitung an die Tamedia, heute TX Group AG. Diese wiederum gab die Thurgauer Zeitung im Abtausch mit Zürcher Regionalzeitungen 2010 an die NZZ-Gruppe weiter. Die neue Inhaberin integrierte das Blatt 2011 in den Verbund des St. Galler Tagblatts.
Zu den zahlreichen Redaktoren – Redaktorinnen gab es in den ersten 100 Jahren keine – des Thurgauer Volksfreunds gehörte von 1973 bis 1974 der Basler Journalist Peter Knechtli.
Das Branchenmagazin Klartext, heute Edito kritisierte Ruckstuhls verlegerisches Wirken in einem Artikel über die Fusion vom 10. Juli 2007. Er habe wiederholt Schreibverbote für „linke“ Journalisten und über „linke“ Politiker verhängt. Prominentestes Opfer sei jahrelang der im Frühjahr 2000 verstorbene ehemalige SP-Ständerat Thomas Onken.
Ruckstuhl starb 2012 im Alter von 81 Jahren. Von seiner Mediengruppe übrig geblieben ist unter anderem die Bodan AG Druckerei und Verlag in Kreuzlingen. Diese übernahm 2002 den Werd Verlag von der Tamedia AG. Sie wird in der zweiten Generation von der Familie Ruckstuhl geführt.